# Цареградский, Семён Маркович
Семён Маркович Цареградский (при рождении Соломон Мордко-Гершевич Цареградский; 25 апреля (7 мая) 1899, Екатеринослав, Российская империя — 14 апреля 1959, Гороховец) — советский учёный-правовед, партийный работник и работник органов прокуратуры. В 1920-х годах служил в Красной армии и работал на разных ответственных должностях. В начале 1930-х годов был директором Института красной профессуры при ВУЦИКе и Харьковского института советского строительства и права. Затем несколько лет работал в органах прокуратуры СССР.
Дважды исключался из ВКП(б). Летом 1938 года «за контрреволюционную деятельность» был приговорён к восьми годам пребывания в ИТЛ. После освобождения начал работать на заводе во Владимирской области. Однако в 1951 году он был арестован и сослан в Красноярский край. После смерти Сталина написал несколько писем адресованных руководителям высших и центральных органов власти СССР, которые остались без ответа. В 1956 году был реабилитирован.

## Биография
Родился 25 апреля (по старому стилю) 1899 года в Екатеринославе в семье полтавского мещанина Мордко-Герша  Абрам-Беровича Цареградского (1870—?) и Шейны-Хаи Михелевны Цареградской (в девичестве Эпштейн, 1879—?), дочери лоевского мещанина Минской губернии, заключивших брак там же 28 июня 1898 года. Получил школьное образование, и к 1917 году уже сам занимался преподаванием. В молодости он увлёкся политикой, и вступил в Российскую социал-демократическую рабочую партию, где около двух лет состоял во фракции «меньшевиков».
В 1920 году он поступил на службу в Рабоче-крестьянскую Красную армию, и в том же году был принят в Российскую коммунистическую партию (большевиков). Изначально Цареградский занимал должность комиссара, а затем стал следователем в корпусном трибунале. В 1928 году окончил вуз. Исследователь И. С. Николаев указывал на то, что он окончил Харьковский институт народного хозяйства, в то время как Л. П. Вакатова писала о том, что Цареградский является выпускником правового факультета Одесского института народного хозяйства. В тот же период перешёл на партийную работу, он стал помощником Одесского окружного прокурора, а затем возглавил Одесскую партийную школу. В 1929 году он поступил на аспирантуру в Харьковский институт народного хозяйства, который в следующем году был реорганизован в Харьковский институт советского строительства и права. В 1930 году в журнале «Вестник советской юстиции» № 8/9 была опубликована статья Цареградского «Эквивалентность в советском уголовном праве», которую И. С. Николаев назвал его основным научным трудом.
В 1932 году Семён Цареградский был назначен на должность директора Института красной профессуры при ВУЦИКе, который находился в Харькове. Возглавляя этот ВУЗ, он принял на работу ряд сотрудников, в том числе неких Сарвана, Лейле и Трублаевича, впоследствии все трое были репрессированы: первый — как «шпион», а двое последних — как «троцкисты». Тогда же он в соавторстве издал брошюру «Маркс и уголовное право». Затем Цареградский был назначен директором Харьковского института советского строительства и права. Ряд источников указывает на то, что назначение Цареградского директором этого вуза произошло в 1933 году, при этом сам он вспоминал, что его назначение состоялось в конце 1932 года. Заместителем Цареградского по учебной части был назначен Сарван, который, проработав на этой должности несколько месяцев, был арестован как «украинский националист», в том же году по такому же обвинению был арестован и Трублаевич. Цареградский, в свою очередь, был обвинён партколлегией Харьковской области в «притуплении бдительности», ему был объявлен строгий выговор с предупреждением и в 1934 году он был переведён с должности директора вуза на должность помощника прокурора Винницкой области. По данным И. С. Николаева Цареградский был директором института менее одного года. В том же году из-за случившегося с Сарваном и Трублаевичем он был исключён из партии, но вскоре сумел восстановиться. 
Затем он с супругой переехал в город Ялту Крымской АССР. Согласно официальным документам это произошло в 1935 году, при этом сам Семён Маркович вспоминал, что переезд состоялся в начале 1937 года. Причиной переезда стала болезнь его жены Эльзы Бредле (ум. 1939), Семён Маркович надеялся, что переезд в Крым поспособствует улучшению её здоровья. Там он продолжил работать в органах прокуратуры, стал следователем по особо важным делам Прокуратуры Крымской АССР.

### Репрессии
15 ноября 1937 года Семён Маркович Цареградский был арестован за «участие в контрреволюционной троцкистской организации и пропаганде украинского национализма» по обвинению по статьям 5810 и 5811 УК РСФСР. Ему в вину ставились ряд эпизодов его профессиональной деятельности в Харькове (обвинялся в приёме на работу лиц, которые впоследствии были изобличены в «шпионаже» и «троцкизме», с которыми «был связан тесной дружбой», а также издание брошюры «Маркс и уголовное право», в которой якобы Цареградский «протаскивал троцкистские идейки»), Виннице (обвинялся в участии в группе винницких троцкистов, которые «открыто выступали против марксизма-ленинизма, Советского правительства и партии») и Крыму (обвинялся в «проведении вредительской работы на правовом фронте, смазывании политической сущности дел, имеющих политическое значение»). По мнению Л. П. Вакатовой, именно обвинение за деятельность в Крыму и стало причиной для репрессий. Она предположила, что Цареградский «не проявил должного усердия в поддержке усилий деятельности крымских энкаведешников в выполнении лимитов, спущенных из Москвы о репрессировании в автономной республике 4000 человек». В том же 1937 году он был повторно исключён из партии как «троцкист», сам Цареградский узнал об этом лишь в 1951 году.
Цареградский долго не признавал свою вину в инкриминируемых ему деяниях, но всё же в итоге он был сломлен следователями и летом 1938 года он признал свою вину. 14 августа 1938 года Особое совещание при НКВД СССР признало его виновным в проведении контрреволюционной деятельности и приговорило его к восьми годам заключения в исправительно-трудовом лагере. В 1946 году, отбыв наказание, он поселился в Гороховце Владимирской области, где устроился товароведом на местный судостроительный завод, а с февраля 1951 года был плановиком в цеху № 1 этого же предприятия. В 1950 году администрация завода по запросу МГБ дала характеристику Цареградскому, в которой описала его исключительно с положительной стороны, а сам Семён Маркович надеялся, что эта характеристика поможет снять с него судимость. После освобождения вновь женился.
7 июля 1951 года Цареградский был вновь арестован и заключён в местную тюрьму МГБ. В обвинительном заключении ему ставились в вину те же действия, за которые он был осуждён в 1938 году, и согласно решению Особого совещания при МГБ СССР от 20 октября 1951 года он был сослан под надзор органов МГБ в Красноярский край, а его новая жена была исключена из ВКП(б). По состоянию на 1953 год С. М. Цареградский жил в деревне Таловка Большемуртинского района Красноярского края.
После смерти Сталина Семён Маркович начал писать письма руководителям СССР с просьбами освободить его из ссылки. В июне 1953 года он написал письмо Л. П. Берии, в котором говорил о том, что он неизлечимо болен, что не может работать физически, а другой работы в его деревне нет. В итоге это письмо было возвращено в управление МГБ Краснодарского края. В апреле 1954 года он вновь написал письмо с просьбой освободить его из ссылки на этот раз адресатом был К. Е. Ворошилов. В ноябре того же года он написал письмо в Прокуратуру СССР с просьбой пересмотреть своё уголовное дело и приговор. Также он писал аналогичные предыдущим письма на имя Н. С. Хрущёва и Р. А. Руденко. В итоге после XX съезда КПСС, на котором был развенчан культ личности Сталина, в марте 1956 года судебная коллегия по уголовным делам Верховного Суда Украинской ССР отменила обвинительные приговоры в отношении Цареградского.
Семён Маркович Цареградский умер 14 апреля в 1959 году в Гороховце, где и похоронен у Храма Всех Святых.

## Семья
Брат — Илья Маркович (Мордко-Гершевич) Цареградский, библиотековед. У него был также младший брат Абрам (1903—?).